# James J. Lanzetta

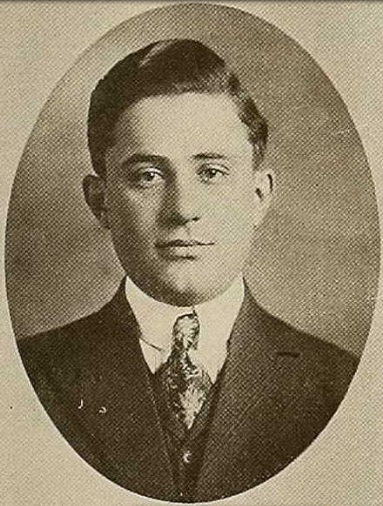
James Joseph Lanzetta

James Joseph Lanzetta (* 21. Dezember 1894 in New York City; † 27. Oktober 1956 ebenda) war ein US-amerikanischer Ingenieur, Offizier, Jurist und Politiker. Zwischen 1933 und 1935 sowie zwischen 1937 und 1939 vertrat er den Bundesstaat New York im US-Repräsentantenhaus.

## Werdegang
James Joseph Lanzetta besuchte öffentliche Schulen. 1917 graduierte er an der Columbia School of Engineering and Applied Science und 1924 an der rechtswissenschaftlichen Fakultät der Fordham University. Während des Ersten Weltkrieges verpflichtete er sich in der US-Army. Von Februar 1918 bis Juli 1919 diente er zuerst als Private in der Kompanie C der 302. Engineers und später als Sergeant First Class im First Air Service Mechanics Regiment in Übersee. Nach seinem Ausscheiden aus der US-Army war er zwischen 1919 und 1922 als Ingenieur und Verkäufer tätig. 1922 wurde er Assistant Supervisor im Department of Markets – eine Stellung, die er bis 1925 innehatte. Nach dem Erhalt seiner Zulassung als Anwalt 1925 begann er in New York City zu praktizieren. Er saß von Januar 1932 bis März 1933 im New York City Board of Aldermen. Politisch gehörte er der Demokratischen Partei an.
Bei den Kongresswahlen des Jahres 1932 für den 73. Kongress wurde Lanzetta im 20. Wahlbezirk von New York in das US-Repräsentantenhaus in Washington, D.C. gewählt, wo er am 4. März 1933 die Nachfolge von Fiorello LaGuardia antrat. 1934 erlitt er bei seiner Wiederwahlkandidatur eine Niederlage und schied nach dem 3. Januar 1935 aus dem Kongress aus. Lanzetta kandidierte 1936 für den 75. Kongress. Nach einer erfolgreichen Wahl trat er am 3. Januar 1937 seinen Dienst an. Bei seiner Wiederwahlkandidatur im Jahr 1938 erlitt er eine Niederlage und schied nach dem 3. Januar 1939 aus dem Kongress aus. Er kandidierte noch einmal erfolglos 1940 für einen Sitz im 77. Kongress.
Nach seiner Kongresszeit nahm er wieder seine Tätigkeit als Anwalt auf. Am 2. Juli 1947 wurde er zum Magistrat von New York City ernannt – eine Stellung, die er bis zum 26. Mai 1948 innehatte. Zu jenem Zeitpunkt wurde er Richter am Familiengericht (Domestic Relations Court) von New York City. Er bekleidete diesen Posten bis zu seinem Tod am 27. Oktober 1956 in New York City. Sein Leichnam wurde dann auf dem Woodlawn Cemetery in der Bronx beigesetzt.